# Olga Bryzgina
Olga Arkad'evna Bryzgina (Russisch: Ольга Аркадьевна Брызгина), geboren als Olga Arkad'evna Vladykina (Russisch: Ольга Аркадьевна Владыкина) (Krasnokamsk, 30 juni 1963) is een Oekraïense voormalige sprintster, die gespecialiseerd was in de 400 m en de 4 x 400 m estafette. Tot en met 1991 kwam ze uit voor de Sovjet-Unie en daarna voor Oekraïne. Ze won op de Olympische Spelen driemaal goud en eenmaal zilver en werd eenmaal wereldkampioene. Zij behoort met haar beste 400 metertijd van 48,27 s uit 1985 nog steeds tot de vijf beste atletes ooit op deze afstand (peildatum mei 2024).

## Biografie

### Eerste successen
Haar eerste successen boekte Bryzgina in 1984. Dat jaar won ze een gouden medaille op de 400 m bij de Sovjet-Russische kampioenschappen. Als gevolg van de Russische boycot kon ze dat jaar niet deelnemen aan de Olympische Spelen van 1984. In plaats hiervan werden door Rusland de Vriendschapsspelen georganiseerd. Bij die gelegenheid veroverde ze een bronzen medaille op de 400 m. Met een tijd van 49,52 s finishte ze achter de Oost-Duitse Marita Koch (goud) en de Tsjechische Tatána Kocembová. Op 6 oktober 1985 liep ze in het Australische Canberra een wereldrecord voor atleten onder 23 jaar op de 400 m van 48,27.

### Goud en zilver op WK 1987
Op de wereldkampioenschappen van 1987 in Rome versloeg Olga Bryzgina in de finale van de 400 m met een tijd van 49,38 de Oost-Duitse atletes Petra Müller (zilver) en Kirsten Emmelmann (brons) en won zodoende de wereldtitel. Op de 4 × 400 m estafette moest ze met haar teamgenotes Aelita Yurchenko, Olga Nazarova en Maria Pinigina genoegen nemen met een zilveren medaille. Met een tijd van 3.19,50 eindigde het Sovjet-Russische team achter de Oost-Duitse estafetteploeg, die de wedstrijd won in 3.18,63.

### Driemaal olympisch goud en eenmaal zilver
In 1988 kwam Bryzgina bij de Olympische Spelen van Seoel uit op de 400 m en de 4 × 400 m estafette. Op beide onderdelen won ze een gouden medaille. Op het estafettenummer liep ze op 1 oktober 1988 voor de Sovjet-Unie met haar teamgenotes Tatjana Ledovskaja, Olga Nazarova en Maria Pinigina zelfs een wereldrecord van 3.15,17. Dit wereldrecord is nog altijd niet verbroken (peildatum mei 2024). Vier jaar later was ze op de Olympische Spelen van Barcelona opnieuw zeer succesvol met het winnen, voor een gezamenlijk team van twaalf voormalige Sovjetrepublieken, van een zilveren medaille op de 400 m en een gouden medaille op de 4 × 400 m estafette.

### Privé
Bryzgina trainde bij Dynamo in Voroshilovgrad. Ze is getrouwd met Viktor Bryzgin, lid van het team van de Sovjet-Unie dat in 1988 olympisch kampioen werd op de 4 × 100 m estafette. Hun dochter Jelizaveta Bryzhina is ook een succesvolle atlete (uitkomend voor Oekraïne).

## Titels
- Olympisch kampioene 400 m - 1988
- Olympisch kampioene 4 x 400 m estafette - 1988, 1992
- Wereldkampioene 400 m - 1987
- Sovjet kampioene 400 m - 1984, 1985, 1986, 1991

## Persoonlijke records
Outdoor
| Onderdeel | Prestatie    | Datum            | Plaats   |
| --------- | ------------ | ---------------- | -------- |
| 200 m     | 22,44 s      | 29 augustus 1985 | Donetsk  |
| 400 m     | 48,27 s (NR) | 6 oktober 1985   | Canberra |

Indoor
| Onderdeel | Prestatie    | Datum            | Plaats |
| --------- | ------------ | ---------------- | ------ |
| 400 m     | 50,81 s (NR) | 14 februari 1987 | Moskou |

## Palmares

### 400 m
- 1984:  Sovjet-kamp. - 50,50 s
- 1984:  Vriendschapsspelen - 49,52 s
- 1985:  Sovjet-kamp. - 48,96 s
- 1985:  Europacup - 48,60 s
- 1985:  Wereldbeker - 48,27 s
- 1986:  Sovjet-kamp. - 50,18 s
- 1986:  EK - 49,67 s
- 1986:  Goodwill Games - 49,96 s
- 1987:  WK - 49,38 s
- 1988:  OS - 48,65 s
- 1991:  Sovjet-kamp. - 51,11 s
- 1991: 4e WK - 49,82 s
- 1992:  EK indoor - 51,48 s
- 1992:  Grand Prix - 50,22 s
- 1992:  OS - 49,05 s

### 4 x 400 m
- 1986: DQ EK
- 1987:  WK - 3.19,50
- 1988:  OS - 3.15,17 (WR)
- 1991:  WK - 3.18,43
- 1992:  OS - 3.20,20

1964: Betty Cuthbert ·
1968: Colette Besson ·
1972: Monika Zehrt ·
1976: Irena Szewińska ·
1980: Marita Koch ·
1984: Valerie Brisco-Hooks ·
1988: Olga Bryzgina ·
1992: Marie-José Pérec ·
1996: Marie-José Pérec ·
2000: Cathy Freeman ·
2004: Tonique Williams-Darling ·
2008: Christine Ohuruogu ·
2012: Sanya Richards-Ross ·
2016: Shaunae Miller ·
2020: Shaunae Miller ·
2024: Marileidy Paulino
1972: Käsling, Kühne, Seidler, Zehrt ·
1976: Maletzki, Rohde, Streidt, Brehmer ·
1980: Prorotsjenko, Gojsjtsjik, Zjoeskova, Nazarova ·
1984: Leatherwood, Howard, Brisco-Hooks, Cheeseborough ·
1988: Ledovskaja, Nazarova, Pinigina, Bryzgina ·
1992: Roezina, Dzjigalova, Nazarova, Bryzgina ·
1996: Stevens, Malone, Graham, Miles ·
2000: Miles Clark, Hennagan, Colander, Anderson ·
2004: Trotter, Henderson, Richards, Hennagan ·
2008: Wineberg, Felix, Henderson, Richards ·
2012: Trotter, Felix, McCorory, Richards-Ross ·
2016: Okolo, Hastings, Francis, Felix ·
2020: McLaughlin, Felix, Muhammad, Mu ·
2024: Little, McLaughlin-Levrone, Thomas, Holmes
1983 Jarmila Kratochvílová ·
1987 Olga Bryzgina ·
1991 Marie-José Pérec ·
1993 Jearl Miles-Clark ·
1995 Marie-José Pérec ·
1997 Cathy Freeman ·
1999 Cathy Freeman ·
2001 Amy Mbacke Thiam ·
2003 Ana Guevara ·
2005 Tonique Williams-Darling ·
2007 Christine Ohuruogu ·
2009 Sanya Richards ·
2011 Amantle Montsho ·
2013 Christine Ohuruogu ·
2015 Allyson Felix ·
2017 Phyllis Francis ·
2019 Salwa Eid Naser ·
2022 Shaunae Miller-Uibo ·
2023 Marileidy Paulino
1983: Walther, Busch, Koch, Rübsam ·
1987: Neubauer, Emmelmann, Schersing, Busch ·
1991: Ledovskaja, Dzjigalova, Nazarova, Bryzgina ·
1993: Torrence, Malone-Wallace, Kaiser-Brown, Miles-Clark ·
1995: Graham, Stevens, Jones, Miles-Clark ·
1997: Feller, Rohländer, Rücker, Breuer ·
1999: Tsjebykina, Gontsjarenko, Kotljarova, Nazarova ·
2001: Richards, Scott, Parris, Fenton ·
2003: Barber, Washington, Richards, Miles-Clark ·
2005: Petsjonkina, Krasnomovets, Antjoech, Pospelova ·
2007: Trotter, Felix, Wineberg, Richards ·
2009: Dunn, Felix, Demus, Richards ·
2011: Richards-Ross, Felix, Beard, McCorory ·
2013: Goesjtsjina, Firova, Ryzjova, Krivosjapka ·
2015: Day, Jackson, McPherson, Williams-Mills ·
2017: Hayes, Felix, Wimbley, Francis ·
2019: Francis, McLaughlin, Muhammad, Jonathas ·
2022: Diggs, Steiner, Wilson, McLaughlin ·
2023: Saalberg, Klaver, Peeters, Bol